# Culex stercoreus
Culex stercoreus är en tvåvingeart som först beskrevs av Carl von Linné 1758.  Culex stercoreus ingår i släktet Culex, ordningen tvåvingar, klassen egentliga insekter, fylumet leddjur och riket djur. Inga underarter finns listade i Catalogue of Life.